# BRK1
BRK1‏ (BRICK1, SCAR/WAVE actin nucleating complex subunit) هوَ بروتين يُشَفر بواسطة جين BRK1 في الإنسان.